# Mosia nigrescens
Genre
Espèce
Statut de conservation UICN

 LC  : Préoccupation mineure
Mosia est un genre de chauves-souris insectivores.
Mosia nigrescens est la seule espèce du genre Mosia.

## Répartition

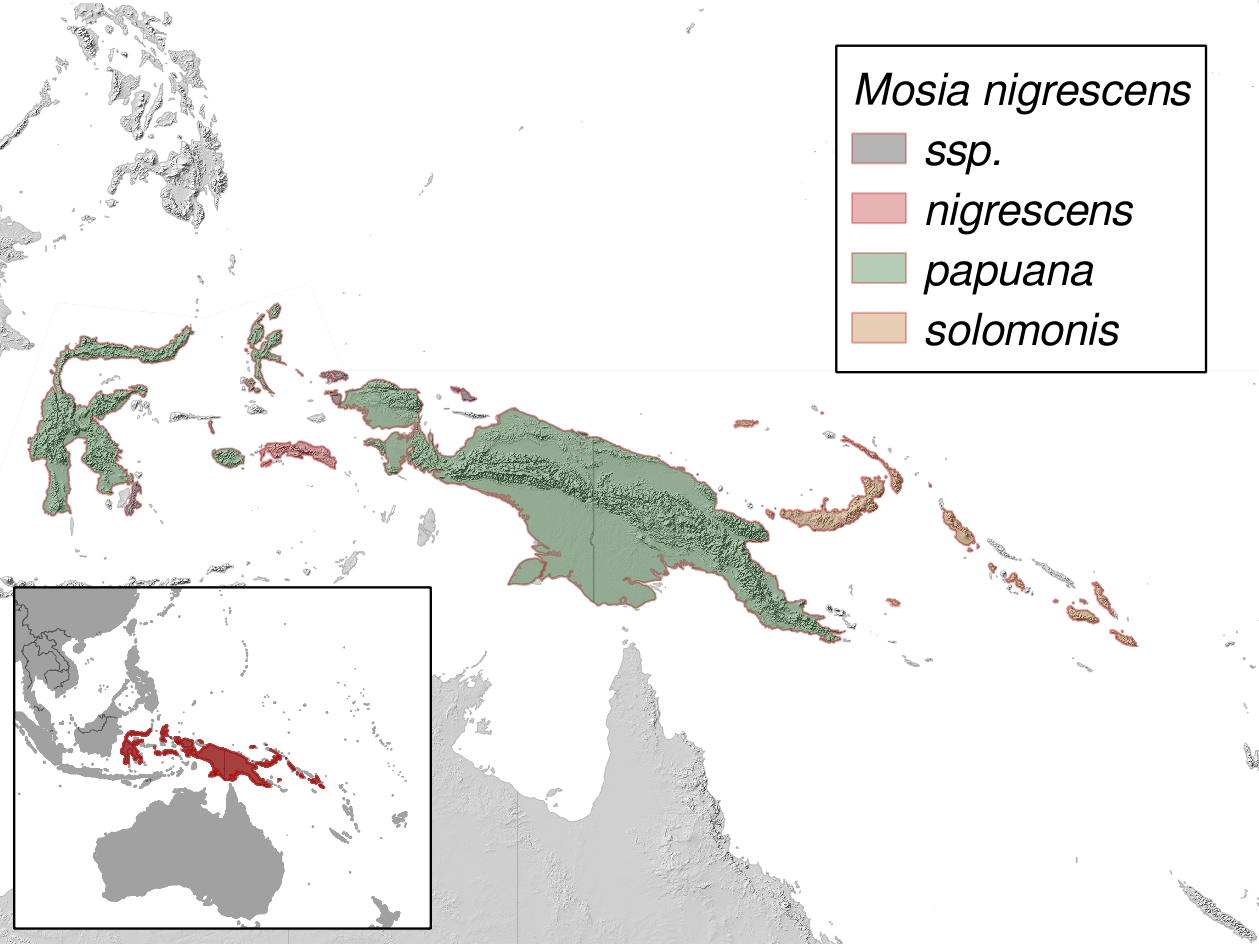
Répartition de l'espèce et de ses sous-espèces.